# Jutrzenka Kraków
Jutrzenka Kraków – żydowski klub piłkarski z Krakowa, założony w roku 1910 i działający w okresie międzywojennym, do roku 1939. Działacze i sportowcy tego klubu byli powiązani politycznie ze środowiskiem Bundu. Głównym rywalem Jutrzenki był żydowski syjonistyczny klub Makkabi Kraków, a mecze tych dwóch drużyn określano „świętą wojną” na długo, zanim przeniesiono to określenie na mecze Cracovii z Wisłą Kraków.
Jutrzenka grała jeden sezon w I lidze – w roku 1927, kiedy to zajęła ostatnie, 14. miejsce. Łączyło się to automatycznie ze spadkiem do ówczesnej regionalnej klasy A. Innym większym sukcesem Jutrzenki w rozgrywkach piłki nożnej było zajęcie 2. miejsca w klasie A w 1924, za Wisłą a przed Cracovią.
W 1925 wywalczyła Jutrzenka tytuł pierwszego mistrza Polski w piłce wodnej, w finale pokonując Cracovię 8:1. Sukces ten powtórzyła w roku 1926 (znów przed Cracovią) i 1927 (przed AZS Warszawa). W 1928 sekcja waterpolistów Jutrzenki została rozwiązana, a zawodnicy przenieśli się do Makkabi Kraków.

## Stadion
Stadion Jutrzenki znajdował się tam, gdzie obecnie jest stadion Wisły Kraków, czyli tuż obok dawnego stadionu Wisły przy al. 3 Maja i w pobliżu lekkoatletycznego stadionu Cracovii.

## Znani piłkarze
- Józef Klotz – strzelec pierwszego gola dla reprezentacji Polski
- Zygmunt Krumholz – najlepszy strzelec w historii klubu. W reprezentacji Polski zagrał w 1 meczu – 14 maja 1922 z Węgrami.
- Leon Sperling – gracz Cracovii oraz reprezentacji Polski